# Sniper: Ghost Warrior 2
Sniper: Ghost Warrior 2 je stealth videohra od polského studia a vydavatele her City Interactive.

## Hratelnost
Hráč se ujímá role kapitána Coleho Andersona a v průběhu tří aktů navštíví Filipíny, Sarajevo v roce 1993 a Tibet.
K dispozici máte
- nůž
- pistoli
- odstřelovací pušku – lze brát SVD pušky od padlých sniperů/nepřátel
- binokulární dalekohled
- termální/noční vidění

Hra obsahuje tři obtížnosti
- lehká – téměř okamžitě po zamíření se vám objeví červené kolečko, které signalizuje kam přibližně dopadne střela
- střední – nápověda ve formě červeného kolečka se objeví až po pár sekundách po zamíření
- těžká – žádné červené kolečko, překontrolujte si spíše rychlost a směr větru a vzdálenost od cíle než vystřelíte

Zdraví lze doplnit do plna pomocí lékárniček, jež lze až dvě mít u sebe. Samotné zdraví je rozděleno do tří clusterů. V případě úmrtí můžete načítat od posledního checkpointu, případně kdykoliv snížit obtížnost.
Multiplayer obsahuje aktuálně dva módy
- Squad deadmatch
- Team deadmatch

## Stahovatelný obsah
- Multiplayer Expansion pack – dodává ZDARMA dvě nové mapy pro multiplayer. Tower Defence a Temple Crossing.
- World Hunter Pack – obsahuje 4 nové mapy pro multiplayer. Anglicky se jmenují Jungle Camping, Industrial District, CQC Hotel a Forest Pursuit (steam 3,99€; xbox 400 Microsoft bodů)
- Siberian Strike – dodává 3 singleplayerové mise odehrávající se na Sibiři. Hráč má v misích větší volnost nežli v základních misích a celkově je toto dlc hodnoceno kladněji, nežli hra sama. (Steam 9,99€; Xbox 800MP)

### Ostatní DLC
- Limited edition pack – dodává odstřelovací pušku Vintorez a skin Coleho, hlavního hrdiny ze singleplayeru do multiplayeru
- Collector's edition – dodává 4 skiny ze singleplayeru do multiplayeru (Diaze, Maddoxe, Merinova a velitele mariňáků) a soundtrack
- Mk14 EBR & skins
- AW 50
- M14 Sniper rifle
- Marine – postava mariňáka pro multiplayer
- Sniper Ghost Warrior 2 weapons – dodává Vintorez (z limited edition), AW 50, .50 BMG, DSR 5-Calibur do multiplayeru
- Kalao Character
- Jungle Soldier
- Wheeler